# 尾叶珠子木
尾叶珠子木（学名：Phyllanthodendron caudatifolium）为大戟科珠子木属下的一个种。

## 扩展阅读
- 維基物種上的相關：尾叶珠子木